# Општина Чукурова (Тулћа)
Чукурова (рум. Ciucurova) општина је у Румунији у округу Тулћа.
Oпштина се налази на надморској висини од 174 m.